# Phyllactis excelsa
Phyllactis excelsa is een zeeanemonensoort uit de familie Actiniidae.
Phyllactis excelsa is voor het eerst wetenschappelijk beschreven door Wassilieff in 1908.